# Kurt Schumacher

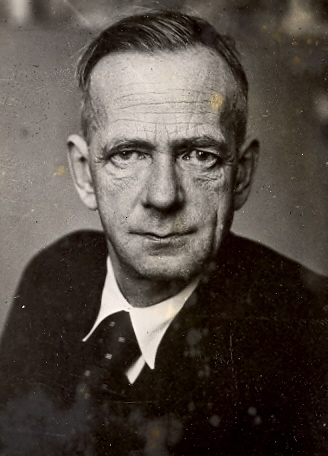
Kurt Schumacher

Kurt Schumacher (Culm, 13 oktober 1895 - Bonn, 20 augustus 1952) was de leider van de Sociaaldemocratische Partij van Duitsland (SPD) van 1945 tot 1952.

## Levensloop

### Tot 1933
Kurt Schumacher werd geboren in Culm in West-Pruisen (het tegenwoordige Chełmno nad Wisłą in Polen). Schumacher brak zijn studie af bij het uitbreken van de Eerste Wereldoorlog en ging als vrijwilliger in dienst. In december 1914 raakte hij zwaargewond en bleef meer dan een etmaal zonder verzorging. Hij raakte zijn rechterarm kwijt en liep bovendien nog een zware bacteriële infectie op. In oktober 1915 verliet hij als oorlogsinvalide de militaire dienst. Hierna studeerde hij rechten en economie in Halle, Leipzig en Berlijn. Hij rondde zijn studie in 1919 in Berlijn af en promoveerde in 1926 in Münster.
Vanaf januari 1918 was Schumacher lid van de SPD en was betrokken bij de vorming van arbeiders- en soldatenraden in Berlijn tijdens de Novemberrevolutie van 1918. In 1920 trad Schumacher in dienst van de SPD en vertrok naar Stuttgart om het partijblad, de Schwäbische Tagwacht, uit te geven.
In 1924 kwam Schumacher in de Landtag (deelstaatparlement) van Württemberg en in 1928 werd hij leider van de SPD in Württemberg. Tijdens de opkomst van de nationaalsocialisten was Schumacher betrokken bij de opzet van socialistische arbeidersmilities die een tegenwicht moesten bieden tegen de SA. In zijn tijd in Württemberg kreeg Schumacher ook te maken met de communistische KPD. De KPD werd in die tijd volledig vanuit Moskou gestuurd, zonder interne democratie. Schumacher wees de KPD even sterk af als de nazi's en beschouwde de communisten als roodgelakte fascisten.
In 1930 kwam Schumacher in het nationale parlement, de Reichstag. In augustus 1932 kwam hij in de leiding van de SPD. Op 23 februari 1932 sprak hij in de Reichstag in een toespraak over het nationaalsocialisme dat "een continu beroep op het innerlijke zwijn in de mens" deed en "een unieke plaats in de Duitse geschiedenis innam vanwege zijn succes bij het onvermoeibaar mobiliseren van de menselijke stupiditeit"

### Nazitijd
Na de machtsovername door de nationaalsocialisten werd Schumacher in juli 1933 gearresteerd. Hij werd na zijn arrestatie zwaar mishandeld en bracht de daarop volgende tien jaar in concentratiekampen door, achtereenvolgens in Lager Heuberg, Oberer Kuhberg, Flossenbürg en Dachau. Schumacher behoorde tot een groep mensen die de nationaalsocialisten in leven wilden houden. Schumacher bleef in het concentratiekamp geestelijk overeind, was compromisloos tegenover de nationaalsocialisten en ging zelfs in hongerstaking. Ieder contact met communisten vermeed Schumacher: hij hield hen medeverantwoordelijk voor het feit dat de nazi's aan de macht kwamen.
In 1943 werd Schumacher op aandringen van zijn zwager vrijgelaten, meer dood dan levend. Eind 1944 werd Schumacher opnieuw gearresteerd en hij was bij de bevrijding in het concentratiekamp Neuengamme. In zijn verdere leven had Schumacher een constante pijn door de verwondingen die hij in beide oorlogen had opgelopen.

### 1945-1952
Schumacher was vastbesloten de SPD weer te gaan leiden en van Duitsland een socialistische staat te maken. Al in mei 1945 begon hij met het oprichten van de SPD in Hannover, nog zonder toestemming van de Britse bezetter. Binnen de kortste tijd had Schumacher grote conflicten met Otto Grotewohl die de SPD leidde in de Sovjet-bezettingszone. Grotewohl wilde dat de SPD zou fuseren met de KPD, terwijl Schumacher onder geen beding wilde samenwerken met de KPD. In augustus 1945 werd Schumacher verkozen tot leider van de westelijke SPD.
In januari 1946 kreeg de SPD van de Britse en Amerikaanse bezetters de toestemming zich te organiseren op nationale basis. Schumacher, die als enige SPD-leider gedurende de hele nazitijd in Duitsland was geweest en niet gecollaboreerd had, werd voorzitter.
De belangrijkste politieke tegenspeler van Schumacher was Konrad Adenauer, die de Duitse conservatieven wist te verenigen in de CDU. Schumacher wilde de zware industrie nationaliseren, een idee waar zowel de CDU als de westelijke bezettingsmachten tegen gekant waren. Bij het opstellen van de nieuwe West-Duitse grondwet kreeg Schumacher zijn ideeën voor een sterke nationale staat niet doorgevoerd; West-Duitsland werd een federale republiek met grote macht voor de deelstaten.
Zijn slechte gezondheid speelde Schumacher parten: in september 1948 moest zijn linkerbeen geamputeerd worden. Desondanks was hij lijsttrekker van de SPD bij de eerste West-Duitse verkiezingen in 1949. Deze verkiezingen werden door de SPD verloren. Een groot deel van het vroegere electoraat van de SPD kwam uit het gebied van de latere DDR en kon niet deelnemen aan de verkiezingen. Bovendien bracht het dictatoriale optreden van socialisten en communisten in Oost-Duitsland veel West-Duitsers ertoe conservatief te stemmen.
In 1952 overleed Schumacher onverwacht in Bonn.